# Gerres longirostris
Gerres longirostris (Геррес довгомордий) — вид морських риб роду Геррес з родини Мохарові. Інші назви «двогохвостий хрібний півник», «дрібнолускатий рот-гаманець».

## Опис
Загальна довжина сягає 44,5 см. Голова невелика, рот маленький. Верхня щелепа виходить вертикально за крайній передній край шкірного отвору ока, іноді доходить до вертикалі у передньому краї зіниці. Цим нагадує своєрідний «гаманець». Сама ця особливість надала рибі синонімічних назв. На щелепах по одному рядку гострих різцеподібних зубів, за якими йде смуга з дуже дрібних голкоподібних зубів.
Тулуб овальний, стиснутий з боків. Луска ктеноїдна (тонкі округлі напівпрозорі пластинки з зазубреним зовнішнім краєм), що вкриває також голову і основи плавців. Спинний плавець доволі довгий, складається з 10 м'яких променів і 9 шипів, анальний — 7 і 3 відповідно. Грудні плавці довгі, досягаючи основи анального плавця. Анальний плавець лускатий. Хвостовий плавець розділено глибоко.
Голова і боки тулуба зверху оливково-зелені, знизу сріблясті, над бічною лінією проходять темні смуги. Морда зверху чорнувата. Спинна плавникова мембрана зі слабкими чорними плямами або невеликими плямами на кожному хребті та промені, сріблястий колір на 1—5 спинному відділі хребта. Біля основи грудних плавців присутня темно-коричнева пляма. Тазовий плавець жовтий з вузьким білим краєм знизу. Анальний плавець з жовтим відтінком між першими променями. Хвостовий плавець темний із широким темним краєм ззаду.

## Спосіб життя
Тримається коралових рифів. Здатна перебувати в солонуватій та прісній воді, при цьому в залежності від сезону мігрує з прісної до солоної та навпаки. Зустрічається на глибині до 50 м. Проте більше воліє до мілини з піщаним ґрунтом. Особини розміром 10 см заходять у лимани, де залишаються до настання статевої зрілості. Живиться дрібними бентосними безхребетними, а також водоростями. Є соціальною рибою, що тримається групами.
Статева зрілість настає при розмірі 20,6 см. Біля островів Гілберта вид утворює нерестові скупчення протягом кількох днів
Є об'єктом промислового рибальства. З неї також вироблять борошно.

## Розповсюдження
Поширена від Червоного моря на заході до Маркизьських островів на сході. На півночі доходить до архіпелагу Рюкю, на півдні — Австралії та ПАР. Відмічено окремі випадки потрапляння до Перської затоки.